# Lenguazaque
Lenguazaque – miasto w Kolumbii, w departamencie Cundinamarca.